# Хејверфорд Колиџ (Пенсилванија)
Хејверфорд Колиџ (енгл. Haverford College) насељено је место без административног статуса у америчкој савезној држави Пенсилванија.

## Демографија
По попису из 2010. године број становника је 1.331.
| Група             | 2000.    | 2010.       |
| Белци             | 0 (0,0%) | 973 (73,1%) |
| Афроамериканци    | 0 (0,0%) | 74 (5,6%)   |
| Азијати           | 0 (0,0%) | 98 (7,4%)   |
| Хиспаноамериканци | 0 (0,0%) | 102 (7,7%)  |
| Укупно            | 0        | 1.331       |